# Acuario de Varna
El Acuario de Varna (en búlgaro: Варненски аквариум, Varnenski akvarium) es un acuario público en Varna, la mayor ciudad de Bulgaria en la costa del Mar Negro. La exposición del acuario se centra en la flora y fauna del Mar Negro, que incluye más de 140 especies de peces, pero también cuenta con peces de agua dulce, los peces del Mediterráneo, las especies exóticas procedentes de zonas lejanas del Océano Mundial, mejillones y algas. La fundación del acuario fue iniciada por el príncipe Fernando I el 6 de enero de 1906 en el palacio de Euxinograd. Fernando confió al doctor Parashkev Stoyanov el establecimiento de una estación biológica marítima. El monarca también solicitó la asistencia del prominente biólogo alemán Anton Dohrn, fundador de la Estación Zoológica de Nápoles, que proporcionó a Fernando planos y fotografías de la estación de Nápoles. 
El 25 de enero de 1906, el Consejo Municipal de Varna aprobó el dinero para la construcción del acuario y nombró una comisión con el fin de seleccionar un lugar adecuado para el edificio.
Pero no sería abierto sino hasta 1932.